# 伊恩·韋斯歷基
伊恩·韋斯歷基（英語：Ian Westlake，1983年7月10日—），是一名已退役英格蘭足球運動員，司職中場，曾效力葉士域治及列斯聯。

## 球員生涯
韋斯歷基於2002年成為葉士域治一隊球員，曾於2004年贏得葉士域治年度球員獎。2006年8月，韋斯歷基轉投列斯聯。在2006/07年球季，韋斯歷基是列斯聯必然正選，與沙恩·戴利、奇雲·尼高斯、莊拿芬·杜格拉斯一起鎮守中場。2007/08年球季，韋斯歷基只能偶然後備入替，最終在2008年3月3日被外借至白禮頓一個月。2008年4月3日，白禮頓和列斯聯達成協議，延長韋斯歷基的借用期至季尾。
不再受重用的韋斯歷基於2008年10月到車頓咸進行試訓，10月23日以外借身份加盟3個月。於2009年1月與列斯聯提前解約，與車頓咸簽約效力直到球季結束。由於車頓咸財務困難，於3月19日被外借到奧咸直到球季結束，而其合約亦同時屆滿。
2009年7月15日以自由身加盟韋甘比，簽約兩年。

## 外部連結
- 足球数据库：伊恩·韋斯歷基的球员统计数据
- Westlake races international swimmer （页面存档备份，存于）BBC